# 月光の囁き
『月光の囁き』（げっこうのささやき）は、週刊ヤングサンデーで連載されていた喜国雅彦による漫画作品。また、それを原作とした実写映画。

## ストーリー
同じ剣道部に籍を置く高校生の日高拓也と北原紗月。それまで、互いに好意を持ちつつ仲のよい友だちとして振舞っていた二人だったが、ふとしたきっかけでようやく恋人に発展。自転車二人乗りでの登校、図書室でのデートといった交際に喜びを感じていた紗月に対し、拓也はそうした普通の恋愛では満たされない想いがあった……。
ある日紗月は拓也の部屋から、自分の写真やトイレで用を足している音を録音しているテープを発見してしまう。それ以降恋人関係からマゾ的嗜好を持つ拓也と、それに嫌悪しつつも離れられない紗月との異様な関係が始まる。拓也の先輩である植松との性行為を、押入れに閉じ込めた拓也に見せ付けたりと、紗月のサド行為もエスカレートしていく。
その後、紗月は植松に拓也との関係の顛末を伝え、拓也に「滝に飛び込んで死んで」と言う。そして、拓也は本当に滝に飛び込んでしまう。一命は取り留めたが大ケガをした拓也は、川の堤防にいる紗月の隣に座り、紗月は「ギプスが取れたら海でもいこか」と囁くのであった。マゾ的嗜好の男とサド的嗜好の女との異色の青春ラブ・ストーリー。

## 登場人物
- 日高拓也（演：水橋研二）
- 北原紗月（演：つぐみ）
- 丸山健吾（演：関野吉記）
- 北原静香（演：井上晴美）
- 植松正一（演：草野康太）
- 利香（演：藤村ちか）
- 和美（演：相沢しの）

## 映画版
- 1999年10月23日に公開された。

ロケ地は、千葉県佐原市（現・香取市）。原作舞台の街並みと似た街並みをしていることから撮影場所となった。

### スタッフ
- 監督：塩田明彦
- 脚色：塩田明彦、西山洋一
- 音楽：本多信介[1]
- 撮影：小松原茂
- 美術：安宅紀史
- 録音：坂上賢治
- 編集：菅野善雄
- 音響効果：柴崎憲治
- 助監督：久保朝洋
- 剣道指導：小澤博、金井辰彦
- 現像：東映化学
- MA：アオイスタジオ
- 製作総指揮：中村雅哉
- プロデューサー：根岸洋之、中村聡
- 企画：吉田達、莟宣次
- 制作協力：バズ・カンパニー
- 製作：日活
- 配給：ビターズ・エンド

### 主題歌
- 「運命の人」（歌：スピッツ）

### この映画の支持者
- 綿矢りさ……『愛と追憶の日々』などとともに、好きな映画に本作を挙げた。
- 町山広美……本作の映画評を書いたことがある。
- レスリー・キャロン……映画祭で監督本人に賛辞を送った。
- 新井浩文……『ナイン・ソウルズ』などとともに、出演したかった映画として本作を挙げた。「つぐみさんの大ファン。相手役がうらやましかった」とのこと。（TSUTAYAシネマハンドブック2013、64ページ）

### 受賞
- 第40回日本映画監督協会新人賞（塩田明彦）
- 第21回ヨコハマ映画祭新人監督賞（塩田明彦）
- 第14回高崎映画祭 最優秀新人女優賞（つぐみ）
- 第54回毎日映画コンクールスポニチグランプリ新人賞（塩田明彦）